# شهرستان کلی (ایندیانا)
شهرستان کلی، ایندیانا (به انگلیسی: Clay County, Indiana) شهرستانی در ایالات متحده آمریکا است که در ایندیانا واقع شده‌است.